# Мануель Гутьєррес Ернандес
Мануель Гутьєррес Ернандес (ісп. Manuel Gutiérrez Hernández; 8 квітня 1920–2000) — мексиканський футболіст, що грав на позиції захисника за клуб «Америка», а також національну збірну Мексики.

## Клубна кар'єра
У футболі відомий виступами за команду «Америка», кольори якої і захищав протягом усієї своєї кар'єри гравця.

## Виступи за збірну
1950 року дебютував в офіційних матчах у складі національної збірної Мексики. Протягом кар'єри у національній команді провів у її формі 2 матчі.
Був присутній в заявці збірної на чемпіонаті світу 1950 року у Бразилії, але на поле не виходив.